# سبارابت

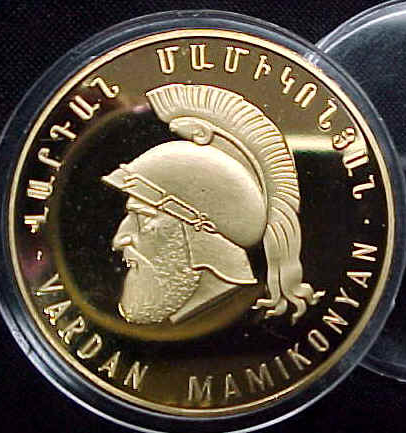

سبارابت (بالأرمنية: սպարապետ) هو لقب وراثي للقائد الأعلى للقوات المسلحة في أرمينيا القديمة وأرمينيا القرون الوسطى. نشأ في القرن الثاني قبل الميلاد تحت حكم الملك أرضاشيس الأول واستخدم في مملكة أرمينيا ومملكة أرمينيا الصغرى.